# 프로펜
프로펜(Propene, IUPAC 이름), 또는 프로필렌(Propylene)은 불포화 탄화수소 화합물의 일종이다. 화학식은 C3H6이다.

## 특성
상온에서는 무색 기체로 존재한다. 냄새가 거의 나지 않기 때문에 산업용으로 사용할 때는 냄새를 약간 첨가한다. 분자량은 42.08이다. 끓는점은 -47.6 °C, 녹는점은 -185.2 °C이며 비중은 0.5139이다. 물에 잘 녹지 않으며 pKa는 25 °C에서 1158이다. 가연성이 있으며 발화점은 460 °C이다. 기체상태에서의 밀도는 공기의 평균 밀도에 약 1.5배에 해당한다.
프로펜은 가연성이 크고 기체 상태에서는 폭발성을 가지기 때문에 취급에 주의를 요한다.

## 제법 및 용도
프로펜은 보통 두 가지 방법으로 만들어진다. 휘발유를 만드는 크래킹 과정에서 부산물로 생성되며, 수증기 분해(Steam Cracking)로 에틸렌을 만드는 과정에서 부산물로 생성되기도 한다.
프로펜은 여러 다른 화합물을 생성하는 원료로 많이 이용된다. 열가소성 수지 중 하나인 폴리프로필렌, 아크릴 섬유의 원료로 사용되는 아크릴로니트릴, 폴리우레탄 수지의 원료로 쓰이는 산화프로필렌, PVC 가소제로 사용되는 옥소알코올, 에폭시 수지와 폴리카보네이트의 원료인 쿠멘, 용매로 사용되는 이소프로필 알코올 등을 만드는 데 사용된다.

## 안전
비교적 독성이 약하나, 흡입 시 고농도일 경우 어지러움, 방향감각 상실, 평형감각 상실, 구역질, 그리고 마취 효과가 나타날 수 있다. 산소 부족으로 인한 숨 가쁨, 정신적 경계심의 감소, 근육 조정의 손상, 판단력 상실, 감각의 무뎌짐, 정신적 불안정, 피로를 일으킬 수 있다. 질식의 과정으로 구역질, 구토, 피로, 의식 상실 등이 일어날 수 있으며 심할 경우 발작, 혼수상태, 사망에까지 이를 수 있다.
눈에 자극을 가할 수 있다.

## 같이 보기
- 로스알파케스 참사
- 2014년 가오슝시 가스 폭발 사고